# Dao Vallis
Dao Vallis to dolina na powierzchni Marsa, która składa się z kanionu i części bardziej wypłaszczonej, prawdopodobnie wyrzeźbiona przez wodę przepływającą przez nią w okresie hesperyjskim lub amazońskim, choć nowsze badania wskazują, że może być ona znacznie młodsza. Przebiega w kierunku południowo-zachodnim, mając swój początek u zboczy wulkanu Hadriacus Mons i ujście na równie Hellas Planitia. Dao Vallis wraz ze swoim dopływem Niger Vallis rozciągają się na długości około 1200 km. Dolina ma do 20 km szerokości ku górze i stopniowo się zwęża w miarę z biegiem dawnej rzeki. Jest głęboka maksymalnie na 3 km..
Nazwa doliny może pochodzić od tajskiego słowa "ดาว" (dao) oznaczającego gwiazdę. Była rozważana, jako potencjalne lądowisko dla łazika Curiosity podczas misji Mars Science Laboratory w 2012 roku, a w fikcyjnym kanadyjskim miniserialu Race to Mars z 2007, dolina jest miejscem lądowania Gagarina.

## Geneza

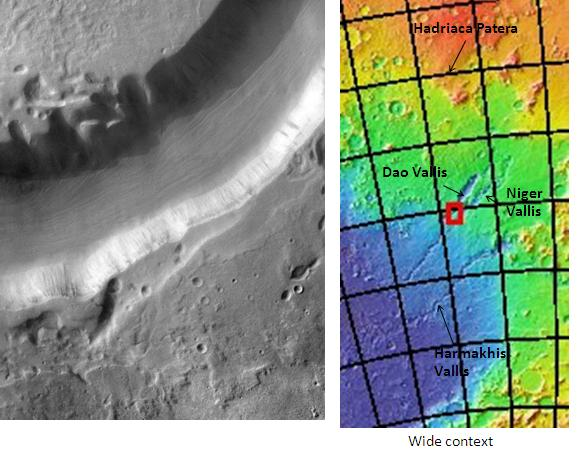
Na zdjęciu widoczny fragment doliny udokumentowany przez THEMIS.

Dolina Dao Vallis ma swoje początki w pobliżu wulkanu Hadriacus Mons, co pozwala przypuszczać, że woda, która się w niej znalazła, powstała w trakcie wyrzutów gorącej magmy z wulkanu. Gorąca magma rozgrzana od setek do ponad tysiąca stopni Celsjusza, przemieszczając się na powierzchnię z głębi planety, topiła olbrzymie ilości zamarzniętego w podłożu lodu, tym samym powodując lokalne "wybuchy powodzi" (ang. outburst floods). Powstały w ten sposób ciek, przypominający rzekę, nadał dolinie podłużny kształt, jaki można dostrzec na fotografiach, na drodze erozji - wypłukując masy skalne i tworząc wyżłobienie w zboczu wulkanu. Do procesu formowania doliny dołożyły się także wody podziemne, które również powstały ze stopienia lodu na drodze procesów geotermalnych, ale które nie zdołały przedostać się na powierzchnię, powodując podmywania struktury od dołu. Mają o tym świadczyć "quasi-kołowe" (ang. quasi-circular) zagłębienia.
Następnie woda dotarła do równiny Hellas Planitia, gdzie nie napotykając już przeszkód, nie deformowała dalej terenu na taką skalę.